# Cross-Verfahren
Das Cross-Verfahren ist ein iteratives Berechnungsverfahren der Baustatik (Momenten-Verteilungsverfahren) zur Bestimmung der Biegemomente am Ende der Stäbe von Stabkonstruktionen und Rahmen. Die Stabendmomente werden iterativ bestimmt, indem die Momente schrittweise bis zum Gleichgewicht verteilt werden. Das Cross-Verfahren ist im Prinzip eine Relaxationsmethode. Es ist approximativ, erreicht aber das exakte Ergebnis recht genau.
In jedem Iterationsschritt wird das Momentengleichgewicht an jeweils nur einem Knoten hergestellt, während die übrigen Knoten unverdrehbar gehalten werden. Bei jedem Schritt werden jeweils nur die Änderungen der Momente berechnet, an den Knoten angeschrieben und später addiert. Angewandt wird es vorwiegend auf Stabwerke mit unverschieblichen Knoten in statisch unbestimmten Systemen.
Ein ähnliches Verfahren ist das Kani-Verfahren.
Da heute die Berechnung von statisch unbestimmten Systemen überwiegend elektronisch erfolgt, ist die Berechnung nach Cross allgemein unüblich geworden. Bei umfangreicheren Systemen (zum Beispiel mehrstöckige Rahmen über mehrere Felder) ist die Berechnung nach Cross doch sehr zeitaufwendig, bis man eine ausreichende Genauigkeit der Iteration erhält.
Das Verfahren wurde 1930 von dem amerikanischen Bauingenieur Hardy Cross (1885–1959), Professor an der University of Illinois, in Harvard veröffentlicht. Es war circa von 1935 bis 1960 besonders in Gebrauch. In dieser Zeit wurden viele Gebäude mit Stahlbeton-Rahmenkonstruktionen damit bemessen. Heute werden derartige statische Systeme meist mit Computerprogrammen nach der FE-Methode gelöst.
Das Hardy-Cross-Verfahren wird in ähnlicher Weise auch für Strömungen in Rohrnetzen, zum Beispiel in komplexen Wasserverteilungsnetzen, angewandt.